# Reniero Zeno
Reniero Zeno (vagy velencei nyelvjárásban: Ranier Zen), (Velence, 1200 – Velence, 1268. július 7.) volt a negyvenötödik dózse a Velencei Köztársaság élén. Családja már Velence korábbi történetében is jelentős szerepet játszott, hiszen Enrico Dandolo dózse hódításai után a Zeno család birtokolta a legfőbb hatalmat Konstantinápolyban. Sokáig úgy tűnt, hogy a Zeno família vezette párt megszerzi a független hatalmat a városban. Végül a konstantinápolyi velenceiek békét kötöttek a dózséval, és a Zeno család azóta igen jelentős pozíciókat tölthetett be a köztársaság életében. Reniero esetében sem volt ez másként. A Consiglio Ducale egyik tanácsosa, Velence lyoni követe, több itáliai város elöljárója, a flotta kapitánya és még sorolhatnánk. A tapasztalt uralkodóként trónra lépő Reniero tehát erős kézzel ragadta meg a városállam kormányrúdját, amire nagy szükség is volt, hiszen a békés évek után kitört az első háború Genova és Velence között.

## Út a dózse trónjáig
A valaha trónra lépett dózsék közül Reniero volt az egyik legtapasztaltabb uralkodó. A Quarantia választásánál is igen nagy súlyt jelentettek korábban viselt tisztjei. Reniero köztudottan baráti kapcsolatban volt Jacopo Tiepolo dózséval, akinek tanácsosa volt. 1240-ben ott volt barátja oldalán, mikor annak serege Ferrarát ostromolta, majd 1244-ben megkapta a Capitano General da Mar címet Zára ostrománál, vagyis ő lett a velencei flotta parancsnoka az ostrom idején. A több évig tartó Lyon-i zsinaton ő képviselte Velencét, és ő is elfogadta a IV. Ince pápa által kiadott dekrétumot, amelyben II. Frigyest, a Német-római Birodalom császárát kiátkozta és felmentette alattvalóit a neki tett hűbéreskü alól. Később Verona, majd Bologna velencei elöljárója lett.

Maga a Zeno család sem volt ősi velencei família. Valószínűleg Padovából származtak, és csak később telepedtek le Burano szigetén. A 9. századtól kezdve a Zeno család a Rialto sziget egyik meghatározó nemesi családjává nőtte ki magát. Gazdag háza, több palotája volt, ő építtette a Torre di Bebbét, a mai Cavarzerét. Ezen kívül hatalmas birtokai voltak Isztriában is.
Amikor Marino Morosini dózse váratlanul meghalt 1253 első napján a negyvenegyek tanácsa azonnal összeült, hogy megvitassa ki foglalja el a köztársaság legfőbb hivatalát. A nemes választók előtt két személy jöhetett szóba. Az egyik Reniero volt, aki akkoriban Fermo város elöljárója, podestája volt. A város mindössze 35 mérföldre terült el Anconától, és mivel egy hágó elé épült, fontos stratégiai pontnak számított. Marco Ziani, Velence főügyésze volt Zeno ellenfele. A kérdés végül hamar Reniero javára dőlt el. A verseny olyannyira nem osztotta meg a nemességet, hogy a Fermoban munkálkodó Renieronak maga Marco Ziani vitte meg a hírt, és saját flottájából négy gályát bocsátott rendelkezésére kíséretképpen. 

Reniero hálás volt a választásért, és amint hazatért saját költségén hatalmas lovagi játékokat rendezett a városban. A Velencéhez közeli városokból érkezett lovagok tiszteletére Reniero alácölöpözte a Szent Márk-teret és kövezettel borította a Serenissima főterét. A békés játékokat azonban hamarosan elrontotta a közeli háború.

## Reniero uralkodása

### Capitulare Navium
Az 1253. január 25-én megválasztott Reniero első feladatának tekintette, hogy az 1255-ben elkészült Capitulare Naviumot törvényi erőre emelje. A Jacopo Tiepolo dózse által készített törvénykönyv pontosan szabályozta a velencei hajók és a személyzet jogait. A hajó tulajdonosa a Capitulare szerint ugyanolyan jogokkal rendelkezett, mint a kapitány, sőt annak első tisztjeként a tulajdonos alá tartozott. A törvény kimondta, hogy a hajó legénységét nem köteles a tulajdonos fegyverezni. Minden matróz saját magát volt köteles ellátni a tengeri küzdelemhez használatos fegyverekkel. A törvény kimondta, hogy a személyzet folytathat saját hasznára kereskedelmet. Ennek jövedelmét sem a tulajdonos, sem a kapitány nem firtathatta.

### Háború Itáliában
A kezdeti uralkodói teendők ellátásakor Reniero még nem is sejtette, hogy a köztársaság gazdaságának egyik legsúlyosabb csapásával kell majd szembenéznie. A baljós jövő előhírnökeként újra háború rázta meg Itália északi részét. A ghibellinek táborába tartozó III. Ezzelino da Romano és testvére, Alberico több lombardiai várost is megostromoltak, majd bevettek. A katonai manőverek az egész Pó völgyét veszélyeztették. Velence csak akkor kezdett felfigyelni Ezzelinora, amikor az elfoglalta Treviso birtokait, majd magát a várost is, és Padova is a császárpárti seregek martalékává vált. Ugyan Velence még évekkel ezelőtt szerződést kötött II. Frigyes császárral, hogy Ezzelino serege távol tartja magát Velence birtokaitól, de a császár ekkor már négy éve halott volt.

1254-ben kitört a háború a ghibellinek és az itáliai városok között. Velence igyekezett felújítani szövetségeit, és miután sikerült felszabadítania Trevisot, megalakult a Vicenza, Verona, Mantova, Treviso, a IV. Sándor pápa vezette Szentszék és Velence szövetsége. Az egyesült itáliai haderő 1259-ben, Padova felszabadítása után Cassano d'Adda városánál legyőzte Ezzelino seregeit. A csatában maga a ghibellin hadvezér is életét vesztette. Alberico visszamenekült birtokaira, és bezárkózott a San Zenone-várba. Az egyesült seregek azonban betörtek a várba, és lemészárolták az egész da Romana családot. 1260-ra sikerült Velencének békét teremtenie a szárazföldön, azonban ekkor már három éve háború dúlt Velence legfőbb kereskedelmi telepeinél.

### Genova hadüzenete
A szárazföldön kirobbant háború Genova falait messze elkerülte, és ez nagyszerű alkalmat adott a kereskedővárosnak arra, hogy visszavágjon legfőbb riválisának, és elfoglalja a velencei kereskedőtelepeket. Főként a bizánci területekért indult harcba a város flottája, és minden szövetséget igyekezett megkeresni a gazdag Serenissima ellen. 1257-ben robbant ki az első genovai háború, ahogyan a velenceiek elnevezték. A korábban is gyenge lábakon álló szövetséget Genova felbontotta, és hadihajói elfoglalták a Közel-Kelet egyik legfontosabb kereskedelmi gócpontjának, Akkónnak a Szent Jánosról elnevezett kerületét (San Giovanni d'Accri), amely Velence birtoka volt. A Palesztina kulcsaként emlegetett város így teljes egészében Genova kezébe került. A kereskedőváros elsőként a San Saba-kolostort foglalta el, amely Akko genovai és velencei negyedének határán állt. A kolostor birtoklása vitatott volt, és a háború ürügyévé vált.

Már ezek a veszteségek is igen súlyosan érintették a velencei gazdaságot, de a következő évek eseményei még nagyobb területeket szakítottak ki Márk oroszlánjának uralma alól. Palaiologosz Mihály, nikaiai császár a Laszkariszok leszármazottjaként erősebben lépett fel a jogos bizánci trón és Konstantinápoly megszerzéséért. A császár egész Európát áthálózta diplomáciai összeköttetéseivel, és szövetségek kötésével próbálta visszaszerezni elveszett birtokait. A pápákkal és Aragóniával is szerződést kötött, hogy megóvja a dél-itáliai bizánci birtokokat Szicília hódításától. A régóta Bizánc legfőbb ellenségének számító Velence ellen Mihály Genovát hívta segítségül. A város flottája lezárta Konstantinápoly kikötőjét, majd felszámolta az ottani velencei telepeket. A császár újra elfoglalhatta a bizánci trónt, elkoboztatta a városban álló velencei javakat, és kitiltotta őket birodalmából. A Ninfeoi szerződésben Mihály megállapodott a genovaiakkal, hogy az elkobzott velencei javakon osztoznak, amennyiben a genovai flotta a császár segítségére lesz.
A velenceiek válasza az itáliai háborúk miatt nem lehetett teljes, azonban 1257 végén a Lorenzo Tiepolo vezette flotta fényes diadalt aratott a genovai hajók felett, és visszafoglalta Akkót. A rivális kereskedővárosnak közel kétezer emberébe és 24 gályájába került a véres ütközet. A velenceiek bevették a Szent Sába-kolostort is, ahonnan akkoriban két díszes oszlopot vittek át Velencébe, amelyek mind a mai napig a Szent Márk-bazilika keresztelőmedencéjét tartják. A háború azonban nem ért véget a tengeren, majd csak a Gilberto Dandolo vezette 1262-es hadjárat idején. A Peloponnészosz-félsziget déli, velencei birtokban lévő Morea tartomány partjai előtt kétszer is megütközött a két város flottája. Mindkét esetben Dandolo serege győzött, és Pietro Grimaldinak, a genovai kapitánynak végül fel kellett adnia az égei-tengeri hódításait. 

A háborúk elültével Velence elveszítette Konstantinápolyt, és az új erőre kapó Bizánccal semmilyen kereskedelmi megállapodást nem tudott megkötni. A genovaiaktól ugyan minden más területet visszafoglaltak, mégis a Fekete-tenger kereskedelmét felügyelő Krím-félszigetet, és azon Caffa városát Genova uralta. 1265-ben Velence ötéves békét kötött Bizánccal, amely csak a francia uralkodó és IV. Kelemen pápa közbenjárásának volt köszönhető.

## Csúfos vég
A háborúk és főként a leapadt kereskedelmi bevételek rendkívüli terheket róttak a velencei államkincstárra. A dózse, hogy pótolja a hiányzó bevételeit adót vetett ki az őrölt élelmiszerekre és a kereskedelemre is. A magas árak, a növekvő terhek egyre nagyobb tömegeket gyűjtöttek a terekre, ahol a velenceiek bírálták Reniero kormányzását. A dózse intézkedéseit a nemesek is egyre nagyobb rosszallással nézték, és lassan két pártra szakadt az egész város. A Renierot támogatók köre egyre jobban szűkült, és gyakran a genovaiak ellen vívott háború kapitányait támadták. Egy alkalommal a gőgös Giovanni Dandolo megsebezte Lorenzo Tiepolo kapitányt. A két család között már évek óta dúló viszály most a dózse hatalmának támogatásában ütközött ki. A Tiepolo segítségére rohanó Renierot majdnem meglincselte a tömeg.

A nép nyomására a dózse végül visszavonta az őrölt termékekre kivetett adót, és mérsékelte a többi terhet is. A kedélyek azonban korántsem nyugodtak le. A velenceiek azt követelték, hogy a nagy veszteségeket hozó háború felelőseit megbüntesse a központi hatalom. Ezért Reniero kénytelen volt engedni a köz akaratának, és bíróság elé citálta a flotta korábbi vezetőit (akik sok esetben győzelemre vezették a velencei lobogót). A nemes hadurakat később bebörtönözték, sőt egyeseket le is fejeztek. 
A meggyötört és lelkileg elkínzott Reniero 1268. július 7-én halt meg és a SS. Giovanni e Paolo-templomban temették el.
| Előző uralkodó: Marino Morosini | Velencei dózse 1253-1268 | Következő uralkodó: Lorenzo Tiepolo |